# Río Tinée
El río Tinée es un río de Francia que desemboca en el río Var por la izquierda. Nace en el norte de los Alpes Marítimos, en el circo de Salso Moreno, a casi 2800 m sobre el nivel del mar, en el Parc National du Mercantour. Desemboca en el Var en el inicio del desfiladero de Chaudan. Desarrolla todo curso en los Alpes Marítimos, con 75 km de longitud.
No hay grandes poblaciones en su curso, destacando Isola y Saint-Saveur-de-Tinée. En su curso presenta gargantas como las Gorges du Valabres. Cerca de Isola se encuentra la cascada de Louch, de 90 m.